# Webalkalmazás

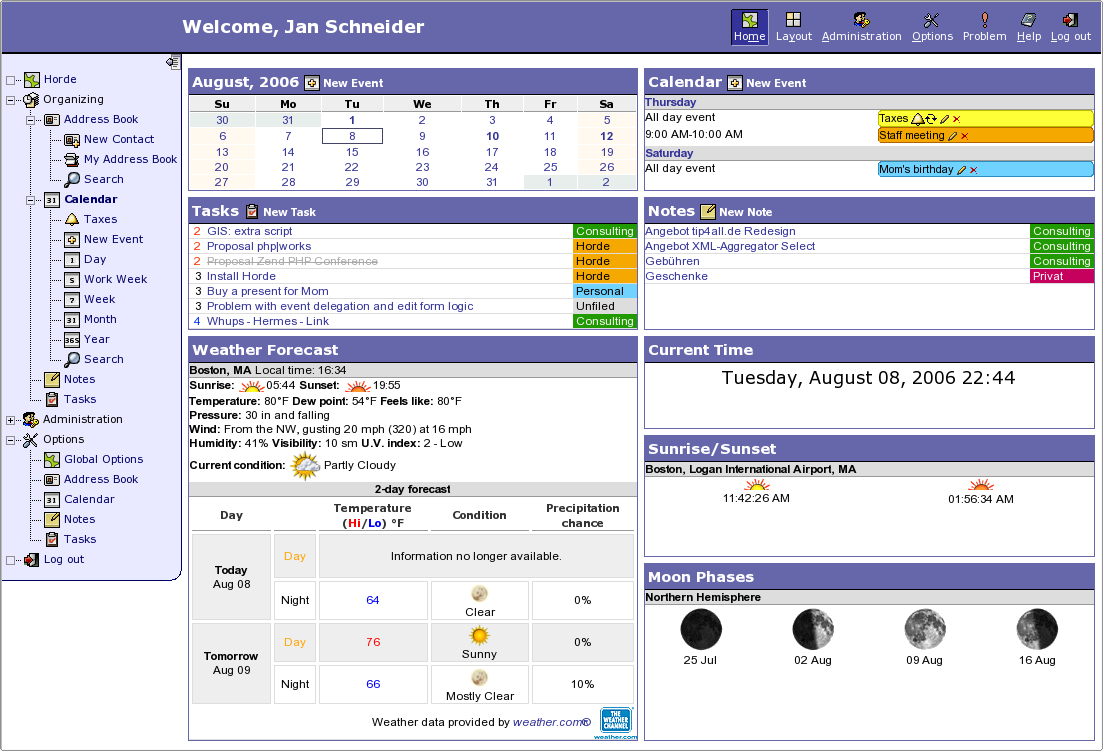
A Horde webalkalmazás

A webalkalmazás szóösszetétel (vagy webalkalmazási technológia) alatt, egy olyan komplex (szakmai és gazdasági), interdiszciplináris fogalmat értünk, amely magában foglalja mindazon:
- elméleti módszereket és eljárásokat (pl.: informatika, kommunikáció, szoftver, orgver), továbbá gyakorlati technikákat és tapasztalatokat (pl.: keresőoptimalizálás),
- számítástechnikai és hírközlési eszközöket, infrastruktúrát (pl.: hardver berendezések, hálózatok),
- gazdasági funkciókat és tevékenységeket (pl.: szervezés, marketing, vállalkozás, pénzügyi bonyolítás stb.),

amik, mind-mind ahhoz kellenek, hogy egy adott szak-, vagy egyéb területen, egy előre meghatározott cél érdekében, a web összes – aktuális és elérhető -  lehetőségét maximálisan kiaknázzuk és eredményesen alkalmazzuk.

## Bővebb körülírás
Egy adott tevékenységi területen való webalkalmazást hasonlóan foghatunk fel, mint egy adott cél érdekében megvalósult létesítményt (pl.: egy termelőüzemet, vagy egy kereskedelmi objektumot), vagy mint egy szolgáltatást, amiket tulajdonképpen meg kell előznie egy fejlesztési, illetve beruházási folyamatnak. Itt is – mint minden számítástechnikai fejlesztésnél és alkalmazásnál - a rendszerszemlélet, egy meghatározó tényező.
Ha már a fenti beruházási (létesítési) hasonlattal éltünk, akkor egy webes alkalmazást is meg kell tervezni, erőforrásokat kell hozzá rendelni, le kell bonyolítani, üzembe kell helyezni, majd végül működtetni (üzemeltetni) kell azon gazdasági és társadalmi cél(ok) elérése érdekében, amikért létrehoztuk, esetleg későbbiek folyamán lehet értékesíteni vagy felszámolni. Természetesen egy alkalmazás-fejlesztésnél előfordulhat, hogy az csupán egy kiegészítő részfolyamatot, mondjuk, pl.: egy ügyviteli feladatot szolgál (pl.: valamely közmű mérőóra állás bediktálás, vagy egy banki tranzakció), ez esetben nem szükséges az összes folyamatelem megvalósítása. Ugyanakkor az is előfordulhat, hogy egy személy, vagy csoport egy online vállalkozást alapít egy webes alkalmazására, ez utóbbi esetben, a feladatot a maga teljességében, komplexitásában kell vizsgálni. Mindkét esettel számolva, jelen „webalkalmazási”-i definícióban a lehető legtágabban értelmezzük ezt a fogalomkört, hogy mindenki kiválaszthassa a számára érdekes folyamat-elemet, illetve adott esetben, egyben értelmezhesse a teljes folyamatot.

## Fogalmi elhatárolás
A webes alkalmazást meg kell különböztetni, a web felhasználásától. Míg a második esetben „csupán” használjuk a világhálót, akár egy konkrét, jól definiált feladat kapcsán (pl.: keresünk valamit, levelezünk, ügyeket intézünk), akár pl. csak úgy általában böngészünk, addig a webalkalmazásnál alkotó módon fejlesztünk, azaz létrehozzuk -, majd később publikálunk egy rendszert, amit aztán használatba adunk az összes potenciális felhasználónak. Úgy is mondhatjuk, hogy az elkészült rendszerrel internetes szolgáltatást végzünk a felhasználók számára és a magunk illetve a rendszer megrendelője hasznára (esetleg nonprofit jelleggel). Fenti terminológia programtechnikai megfelelői,  az un. „felhasználói programok” (pl.: könyvelő program, méretező program), amikor egy adott feladatra használom, az adott célra kifejlesztett, speciális programot, illetve az un „alkalmazói programok” (pl.: szövegszerkesztő – , vagy táblázatkezelő programok), amiknél különböző feladataimnál használom az adott, általános célú programot. Belátható, hogy az előző esetben könnyebb a felhasználó helyzete, mivel a feladata elvégzéséhez, „csupán” kezelnie kell a számítógépet (mondjuk úgy, mint manapság egy televízió készüléket), addig a második esetben kicsivel több feladat hárul rá, először meg kell ismernie az univerzális program lehetőségeit, majd feladatával „illeszkednie kell” az adott eszközhöz (ami olykor egy még kis programozási munkával is járhat). Úgy is felfoghatjuk, hogy a program (vagy már a web-) alkalmazó elvégzi azt az applikációs munkát, ami által a felhasználók már kedvükre használhatják a rendszert, saját igényeiknek megfelelően.
Ugyanakkor meg kell különböztetni a fent definiált webalkalmazási fogalomkört, az e tárgykörben használatos webalkalmazási, vagy – alkalmazói keretszoftverektől, mely utóbbiak kizárólag programtechnikai szintre korlátozzák a kérdést. E szoftver kategóriák (pl.: cPEED webalkalmazás- fejlesztő keretrendszer, Webalkalmazás fejlesztés Java EE környezetben, WebObjects alapú webalkalmazás, Web alkalmazások Python nyelven) egy, adott szoftver-csomag keretein belül kívánnak általánosítani, de semmiképpen sem törekednek – az itt felvázolt – fogalmi- és tartalmi kör teljes lefedésére.

## Szakterületi alkotók
Fentieknek megfelelően, egy interdiszciplináris szakterületről, az informatika és a számítástechnika egy új ágazatáról is beszélhetünk. Ebbe bele kell értenünk a - szoros értelemben vett webfejlesztési és -alkalmazási szoftvereken, módszereken túlmenően, mindazon technikákat és funkciókat is, melyek:
- egyfelől az eljárások hatékonyságát biztosítják (pl.: a maximális látogatottság elérését, vagy a kereső robotok kívánalmainak megfelelő előkelő helyezésszám elérését),
- másfelől olyan kiegészítő tudományágakat jelentenek (pl.: szervezéselmélet, vezetéstudomány, tömeg-pszichológia, vállalkozási ismeretek, piacszervezés, közgazdaság-tudomány stb.), amelyeknek mind-mind megtalálhatók, az idevonatkozó specialitásai,
- de nem feledkezhetünk meg azon eszközrendszer (hw, sw, hálózati infrastruktúra) igényeiről és lehetőségeiről sem, amely a fentieknek alapul szolgál.

A webalkalmazási szakterület, tehát mindezen alkotók konglomerátumát öleli fel, s ezek ismeretanyagát foglalja magában.

## Funkcionális értelmezés
Amennyiben tehát bármely természetes személy vagy vállalkozás a saját érdeklődési vagy szakmai területén, nem csupán a meglévő honlapokat kívánja használni, hanem, alkotó módon, egy olyan új rendszer (szolgáltatást) kíván létrehozni, amely leginkább megfelel saját, illetve adott felhasználói kör céljainak, akkor máris elérkeztünk a webalkalmazási szakterület funkcionális értelmezéséhez. Ez utóbbi esetben, tehát a szerző (fejlesztő) nem csupán passzív szemlélője (használója) az internetnek, hanem aktív alkalmazója is a webes-technikának.
Nem szabad megfeledkezni arról, hogy a web (webes technika) „csupán” egy alkalmazási eszköz és semmiképpen sem lehet önmagában a cél. A fő cél minden esetben valamely alkalmazási területet szolgál (pl.: a hivatásszerű tevékenységünk korszerűsítése, fejlesztése, vagy csupán szórakozás, a szabadidő hasznos eltöltése, vagy tanulás, vagy pénzkereseti igényünk kielégítése stb.).